# Basil Brooke
Basil Stanlake Brooke, I vizconde de Brookeborough (Colebrooke, Co. Fermanagh, 9 de junio de 1888-Colebrooke, 18 de agosto de 1973), fue un político británico, miembro Partido Unionista del Úlster (UUP). 
Fue el tercer primer ministro de Irlanda del Norte ejerciendo este cargo entre 1943 y 1963.